# 熊本市立植木病院
熊本市立植木病院（くまもとしりつうえきびょういん）は、熊本県熊本市北区にある医療機関。熊本市病院事業の設置等に関する条例（昭和41年12月12日条例第54号）に基づき熊本市が国民健康保険事業の一環として開設する病院である。旧植木町国民健康保険植木病院。病院の基本理念は「信頼と満足の得られる全人的医療の提供」。

## 沿革
- 1956年（昭和31年）1月　植木町国民健康保険植木病院開設。
- 2002年（平成14年）12月　現在地に移転。
- 2010年（平成22年）3月23日　植木町と熊本市の合併に伴い、熊本市立植木病院に改称。

## 診療科
- 内科
- 外科
- 循環器科
- 整形外科
- リハビリテーション科
- 放射線科
- 麻酔科
- 脳神経外科（非常勤外来）

## 交通機関
- 九州産交バス・熊本電鉄バス「植木病院・かがやき館前」バス停下車